# Halterofilismo nos Jogos Olímpicos de Verão de 2012 - Até 62 kg masculino
A competição da categoria até 62 kg masculino do halterofilismo nos Jogos Olímpicos de Verão de 2012 foi realizada no dia 30 de julho no ExCeL, em Londres.

## Calendário
Horário local (UTC+1)
| Dia         | Horário | Fase    |
| ----------- | ------- | ------- |
| 30 de julho | 10:00   | Grupo B |
| 30 de julho | 19:00   | Grupo A |

## Recordes
Antes desta competição, os recordes mundiais e olímpicos da prova eram os seguintes:
| Recorde mundial  | Arranque  | CHN Shi Zhiyong      | 153 kg   | Esmirna, Turquia     | 28 de junho de 2002    |
| Recorde mundial  | Arremesso | CHN Le Maosheng      | 182 kg   | Busan, Coreia do Sul | 2 de outubro de 2002   |
| Recorde mundial  | Total     | CHN Zhang Jie        | 326 kg   | Kanazawa, Japão      | 28 de abril de 2008    |
| Recorde olímpico | Arranque  | CHN Shi Zhiyong      | 152,5 kg | Atenas, Grécia       | 16 de agosto de 2004   |
| Recorde olímpico | Arremesso | CHN Zhang Xiangxiang | 176 kg   | Pequim, China        | 10 de agosto de 2008   |
| Recorde olímpico | Total     | CRO Nikolaj Pešalov  | 325 kg   | Sydney, Austrália    | 17 de setembro de 2000 |

Depois da competição, quatro recordes foram quebrados e outro igualado:
| Recorde mundial  | Total     | PRK Kim Un-guk     | 327 kg | Londres, Grã-Bretanha | 30 de julho de 2012 |
| Recorde olímpico | Arranque  | PRK Kim Un-guk     | 153 kg | Londres, Grã-Bretanha | 30 de julho de 2012 |
| Recorde olímpico | Arremesso | COL Óscar Figueroa | 177 kg | Londres, Grã-Bretanha | 30 de julho de 2012 |
| Recorde olímpico | Total     | PRK Kim Un-guk     | 327 kg | Londres, Grã-Bretanha | 30 de julho de 2012 |

Kim Un-guk usando a técnica arranque, além de quebrar o recorde olímpico, iguala o recorde mundial levantado por Shi Zhiyong em 2002 (153 kg).

## Medalhistas
| Ouro   | PRK Kim Un-guk      |
| Prata  | COL Óscar Figueroa  |
| Bronze | INA Eko Yuli Irawan |

## Resultados
Nessa edição, participaram 15 atletas.
| Pos.              | Nome                   | Grupo | Peso  | Arranque (kg) | Arranque (kg) | Arranque (kg) | Arranque (kg) | Arremesso (kg) | Arremesso (kg) | Arremesso (kg) | Arremesso (kg) | Total (kg) |
| Pos.              | Nome                   | Grupo | Peso  | 1             | 2             | 3             | Res.          | 1              | 2              | 3              | Res.           | Total (kg) |
| ----------------- | ---------------------- | ----- | ----- | ------------- | ------------- | ------------- | ------------- | -------------- | -------------- | -------------- | -------------- | ---------- |
| Medalha de ouro   | PRK Kim Un-guk         | A     | 61.77 | 145           | 150           | 153           | 153           | 170            | 174            | 174            | 174            | 327        |
| Medalha de prata  | COL Óscar Figueroa     | A     | 61.76 | 137           | 140           | 142           | 140           | 177            | 177            | 177            | 177            | 317        |
| Medalha de bronze | INA Eko Yuli Irawan    | A     | 61.89 | 138           | 142           | 145           | 145           | 162            | 168            | 172            | 172            | 317        |
| 4                 | CHN Zhang Jie          | A     | 61.86 | 140           | 145           | 145           | 140           | 174            | 178            | 178            | 174            | 314        |
| 5                 | TUR Hurşit Atak        | A     | 61.93 | 130           | 134           | 134           | 130           | 166            | 166            | 172            | 172            | 302        |
| 6                 | TKM Umurbek Bazarbayev | A     | 61.95 | 135           | 135           | 139           | 135           | 162            | 165            | 167            | 167            | 302        |
| 7                 | INA Muhammad Hasbi     | B     | 61.81 | 130           | 135           | 138           | 138           | 163            | 171            | 171            | 163            | 301        |
| 8                 | EGY Ahmed Saad         | B     | 61.63 | 125           | 130           | 130           | 130           | 158            | 162            | 165            | 162            | 292        |
| 9                 | FSM Manuel Minginfel   | B     | 61.86 | 122           | 127           | 130           | 127           | 158            | 158            | 158            | 158            | 285        |
| 10                | ESA Julio Salamanca    | B     | 61.03 | 110           | 115           | 115           | 110           | 150            | 150            | 155            | 150            | 260        |
| 11                | TUV Tuau Lapua Lapua   | B     | 61.62 | 104           | 108           | 111           | 108           | 126            | 131            | 135            | 135            | 243        |
| 12                | UGA Charles Ssekyaaya  | B     | 61.47 | 100           | 105           | 108           | 105           | 130            | 135            | 140            | 130            | 235        |
| 13                | PLW Stevick Patris     | B     | 61.34 | 100           | 104           | 108           | 104           | 125            | 130            | 132            | 130            | 234        |
| —                 | KOR Ji Hun-min         | A     | 61.57 | 135           | 140           | 142           | 135           | 162            | 165            | 165            | —              | —          |
| —                 | TUR Erol Bilgin        | A     | 61.90 | 135           | 139           | 140           | 140           | 165            | 165            | 169            | 165            | 300 DSQ    |

Legenda
| Recorde mundial      | Recorde mundial (World record)               |                       | Recorde africano                      | Recorde africano (African) |                                           | Q | Classificado por posição (Qualified) |
| Recorde olímpico     | Recorde olímpico (Olympic record)            | Recorde da América    | Recorde da América (Americas)         | q                          | Classificado por melhor tempo (Qualified) |   |                                      |
| Melhor marca do ano  | Melhor marca do ano (World leading)          | Recorde asiático      | Recorde asiático (Asian)              | DNS                        | Não largou (Did not start)                |   |                                      |
| Recorde nacional     | Recorde nacional (National record)           | Recorde europeu       | Recorde europeu (European)            | DNF                        | Não terminou (Did not finish)             |   |                                      |
| Recorde pessoal      | Recorde pessoal do atleta (Personal best)    | Recorde da Oceania    | Recorde da Oceania (Oceania)          | DSQ / DQ                   | Desclassificado (Disqualified)            |   |                                      |
| Recorde da temporada | Recorde da temporada do atleta (Season best) | Recorde sul-americano | Recorde sul-americano (South America) | NM                         | Sem marca (No mark)                       |   |                                      |